# Határvédő énekek
A határvédő énekek (albán këngë kreshnikësh, geg kângë kreshnikësh) az albán népi epika legrégebbi rétegét képviselő hősepikai alkotások ciklusa. A megnevezés elsősorban nem műfaji, hanem tematikai kategória: a középkori albán pásztorközösségek legelőkért folytatott küzdelmeiben hőssé magasztosult pásztorősök legendás tetteit megéneklő, népmesei elemekben bővelkedő epikus hagyomány összefoglaló elnevezése.

## Elnevezése
A mára általánossá vált këngë kreshnikësh megjelölés egyes északalbán közösségek hagyományos kifejezése, de ezen kívül több más megnevezés élt a nép ajkán ezekre az epikus alkotásokra. Ugyancsak elterjedt volt a ’bátorság, vitézség énekei’ jelentésű këngë trimnie (Észak-Albánia) vagy këngë trimërie (Dél-Albánia), de szórványosan ismerték këngë burrash (’férfiak énekei’), këngë kapedanash (’kapitányok énekei’), këngë kaçakësh (’betyárok énekei’) és këngë të moçme (’régi énekek’) néven is.
Szemben a népi eredetű megnevezésekkel az albán folklorisztika a këngë historike epike (’epikus történeti ének’) vagy az epos heroik legjendar (’legendaszerű hőseposz’) terminusokat részesíti előnyben. A nemzetközi szakirodalomban a német Lieder der Grenzkrieger, az angol songs of the frontier warriors (mindkettő ’határvédők énekei’), a francia chansonniers des preux (’hősi históriás énekek’) a legáltalánosabb megjelölésük.

## Formai és tematikai jellemzőik

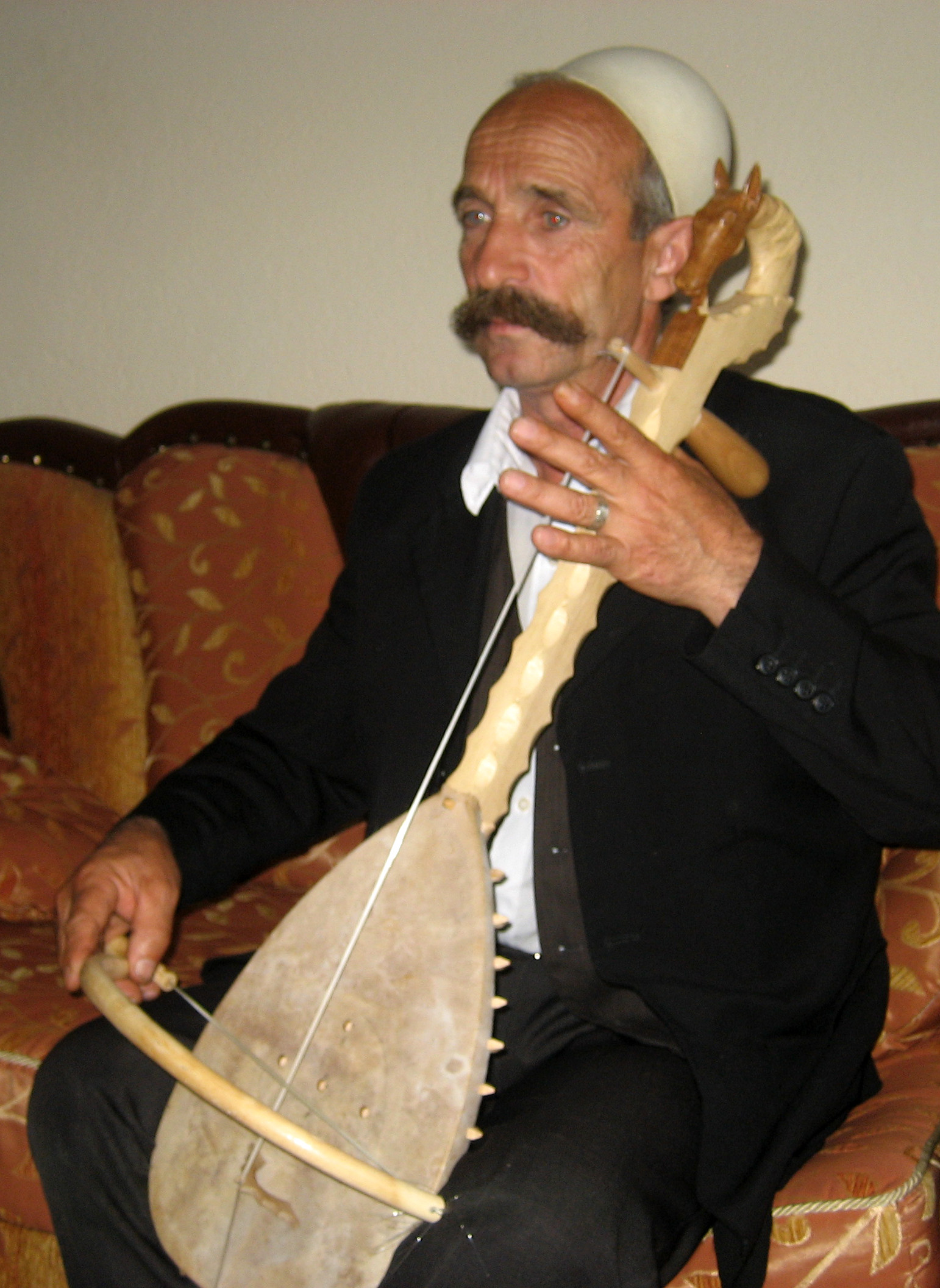
Koszovói albán énekmondó lahutával

Az albán népköltészet szinkretisztikus jellegének köszönhetően a népi hitvilág hiedelemlényei (hegyi szellemek, tündérek, óriások stb.), népmesei beszélő állatok és növények népesítik be a határvédők énekeit. Bár ezeknek az elemeknek és motívumoknak a jelenléte segít elkülöníteni a határvédő énekeket a népi epikai alkotások más csoportjaitól, tematikai szempontból mégsem ez a legmeghatározóbb jellemvonásuk. E hősepikai folklóralkotások hátterében a törzsi-nemzetségi társadalomban élő északalbán geg pásztorközösségek küzdelmei állnak a földjeikre, legelőikre – megélhetésük és fennmaradásuk zálogára – törő rivális törzs vagy nemzetség pásztoraival szemben. Univerzumuk nem az albánságé, hanem a saját közösségük szűkre szabott világa. Hőseik az albánok „egyszerű” elődei, emberfeletti erővel bíró pásztorfejedelmek, az ellenséggel vitézül harcoló pásztorkatonák. Ismertek ugyan több hősénekben visszatérő, nevesített szereplők (pl. Mujo és Halil), de történeti személyekkel nem azonosíthatóak. Tetteik sora és haláluk gyakran laza, egy-egy epizódot felvillantó történetfüzérré is összeállhat (ezek megnevezése a geg nép nyelvén kângë trimash, azaz ’vitézek énekei’), de teljes ciklusában kibontakozó albán hőseposzról nem beszélhetünk. A mesei és legendaszerű elemek, a tematika mellett a határvédő énekek formai jegye, amely az albán népi epika más csoportjaitól is megkülönbözteti őket, hogy rendszerint tíz szótagos rímtelen verssorokból építkeznek (jóllehet, akadnak példák ettől eltérő szótagszámokra is).
A többnyire több száz soros hősénekek énekes előadása elsősorban idősebb férfiakhoz kötődött, a legtöbb nemzetségnek megvolt a maga énekmondója. A közösség őseiként tisztelt pásztorhősökről szóló énekek húros hangszerrel – rendszerint egyhúros lahutával, esetleg çiftelivel – kísért előadása kötött volt, és elsősorban szertartásos közösségi együttlétekhez, családi eseményekhez kötődött. Az énekes előadás dísztelen, azonos hangmagasságú, esetleg enyhén ereszkedő dallamvezetésű zenei szentenciák ismétlődő sorozata. A szentencia hangmagasságát ismétléskor finoman variálják, illetve egyes szótagokat vibratóval színesítenek az énekesek.
Fontos ezeket a hősénekeket elkülöníteni azoktól a jellemzően rövidebb, a 15. századtól megjelenő népi históriás énekektől, amelyek például Szkander bég alakját elevenítik meg és történeti tetteiről, oszmánellenes küzdelmeiről számolnak be. Ezek középpontjában már nem a pásztorok legelőért vívott, mesei és legendaszerű elemekkel kibővített harca, hanem az albán nép függetlenségéért vívott, többé-kevésbé hűen leírt fegyveres küzdelem áll.

## Történetiségük

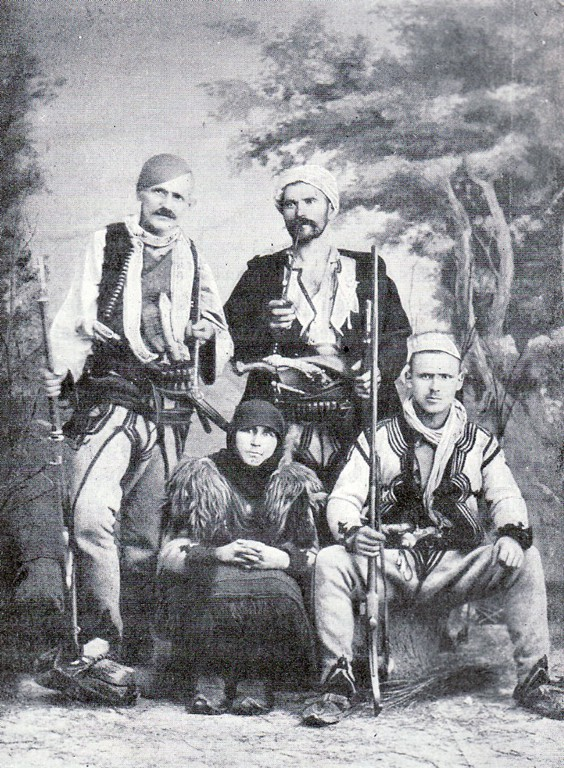
Shkrel vidéki albán hegylakók (malësorok) műtermi fotója, 1890-es évek

Bár a folklorisztika az albán népi epikán belül különálló, sajátos etnokulturális jegyekkel rendelkező tematikai csoportként különíti el a határvédő énekeket, ezek valójában egy tágabb balkáni hagyomány részei, amelyek az albán, a görög és a délszláv népek kulturális érintkezései során egymással párhuzamosan formálódtak. A folklorisztikai szakirodalomban különösen gyakran felmerül az albán és a bosnyák hagyomány számos egyezősége, amely egymásra ható, különösen szoros párhuzamos fejlődési utat feltételez, jóllehet, a 20. század második felének albán filológusai a határvédő énekek albán eredetének bizonyításán serénykedve igyekeztek ennek jelentőségét kisebbíteni. A görög népi epikában az Akritasz-dalok, a szerbek, horvátok és bosnyákok körében a hősénekek (junačke pjesme), a bolgároknál a hajdúénekek (хайдушки песни) hagyományköre írja le a genezisét, tematikáját és formai sajátosságait tekintve rendkívül hasonló folklóralkotások csoportját. Maga az albán kreshnik (’hős, vitéz, dalia’) szó is szláv átvétel, a szövegekben sűrűn előfordulnak szláv helynevek, az albán hősénekek gyakori szereplői, Mujo és Halil pedig a bosnyákok epikus népi énekeiben is ismert alakok.
A határvédő énekek kialakulása a 12–15. századokra, de mindenképpen az Oszmán Birodalom európai terjeszkedését megelőző időszakra tehető, ezzel az albán népi epika legrégibb rétegét alkotják. A históriás énekek (Szkander bég-énekek stb.) az oszmán hódoltság idején, a 15. századtól alakultak ki és terjedtek el, azaz a határvédők énekeinél újabb réteget képviselnek az albán népi epikai hagyományban. A határvédők énekei a törökökkel érkező új történelmi helyzet keretei között is tovább éltek, de motívumaik, a megjelenő hősök és tetteik egyre inkább a múlt társadalmi valóságát idézték meg, megkopott aktualitásuk a háttérbe szorította őket. A 17–18. századok során aztán ezek a régi énekek másodvirágzásukat élték, formanyelvükben csiszolódtak, tematikájukat hangsúlyeltolódások érték. Egyre több ponton érintkeztek a históriás énekek szüzsévilágával, a közösségi epika tartományából elmozdulva pásztorhőseik és cselekményeik egyre inkább etnikai színezetet kaptak, így reflektáltak az oszmán iga alatt beállt társadalmi változásokra (az ellenség már lehetett a török és a rác, megsűrűsödtek az iszlám nevek és szereplők stb.). Ugyanakkor a történeti eseményeket megéneklő históriás énekek elsődleges szájhagyománnyá válása megakadályozta, hogy a határvédő pásztorok régebbi énekei a további évszázadok során egységes hőseposzi hagyománnyá forrjanak össze.
Az énekek nemzedékről nemzedékre való hagyományozódása nem csak a formanyelv, a tematika, a motívumok, hanem a nyelvezet változására is hatással volt. Más szóval a határvédő énekek csupán nyomokban őrizték meg a 12–15. századok archaikusabb nyelvezetét, az énekesek és közösségeik csak úgy tarthatták elevenen epikai repertoárjaikat, ha az elavulttá, nehezebben érthetővé vált szófordulatokat, nyelvi megoldásokat tudatosan vagy önkéntelenül „kiigazították”, a régies szavakat újabb nyelvi elemekkel váltották fel. Ezt a folyamatot nyilvánvalóan megkönnyítette az epikus énekek rímtelen versformája, egyedül a szótagszámra kellett ügyelniük a szövegek reprodukálóinak. Mindezek ellenére a szövegkorpusz változatai megőriztek egyes archaizmusokat, elsősorban a szókincs és az igeragozás alaktana területén (pl. a mai dëgjoj ’hallok; hallgatok’ helyett gjegjem; elavult elöljárószavak és névelők; archaikus igealakok; stb.).
Hagyományuk a 20. századig csak a társadalmi-törzsi hagyományaikat is továbbvivő észak-albániai, koszovói és macedóniai geg közösségekben maradt fenn. Egyes észak-albániai és koszovói – elvétve montenegrói albán – közösségekben még a 21. században is találhatóak olyan énekmondók, akik magukat egyhúros lahutájukon kísérve adják elő Mujo és Halil, vagy más határvédő hősök történeteit. A koszovói Rugova-hegység népe különösen elevenen őrzi a hagyományt.

## Fontosabb szereplőik és szüzséik

### Mujo és Halil
A határvédők énekeinek leggyakrabban visszatérő szereplői a két hegyi pásztor fivér, Mujo és Halil (vagy Muji és Halili). A tündérek (az albán népnyelvben zanë) anyatején emberfeletti erőre szert tett Mujo a fegyverforgatás szilaj mestere, míg fivére, az angyali tekintetű Halil a béke szószólója. Egy pásztorközösség vezetői – több változatban a dalmáciai Jutbina az otthonuk –, legfontosabb vagyonuk nyájuk és legelőik, amelyeket megvédeni bármikor készek, és új legelők meghódításától sem riadnak vissza. Egyfajta pásztorfejedelmek ők, akik harci méneiken vezetik harminc emberüket, a harminc agát új csatákba vagy – a leányrablás archaikus szokásának megörökítéseként – egy másik közösség „királylányának” megszöktetésére. Mesés történeteik során legelőt keresve vagy csupán portyázva messzire kalandoznak, eljutnak a dalmát partokra, de magyar földre is.
Az alakjukhoz kötődő történetfüzérek közül az egyik legszebb Ajkuna siralma (Vajtimi i Ajkunës) címen ismert. A történet szerint Mujo hétéves, apja oldalán harcoló fia, Omer egy csata során az ellenség kardjától esik el. Mujo saját kezével kapar sírt kisfiának a hegyen, majd hazamegy, hogy feleségének, Ajkunának elmondja a borzalmas hírt. Az anya gazdag költőiségű siratódalban tör ki, amelyben átkot mond a holdra, amiért nem jelezte neki a gyászt, elátkozza a fiát elraboló hegyeket. Egy arra repülő csicsergő madár a bánatában megtébolyodott asszony láttán elcsendesül.

### Gjergj Elez Alia legendája

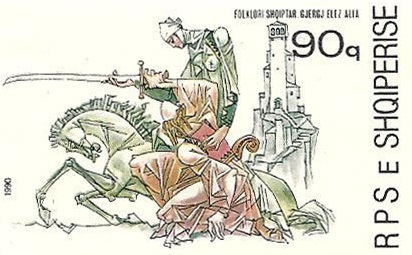
Gjergj Elez Alia bélyegen

Gjergj Elez Alia (vagy Alija) szintén széles körben ismert szereplője a határvédő énekek legrégebbi, 15. század előtti rétegének, a hős neve csak a későbbi századokban iszlamizálódott. A történet szerint Alia közösségének nagy harcosa, de egy súlyos csatában szerzett kilenc nem múló sebével betegágyban fekszik, és mindenkitől elfeledve odaadó húga ápolja őt kilenc esztendeje, kilenc patak vizével locsolva sérüléseit. Egyszer csak hírt kapnak arról, hogy a tenger felől a vidékre érkezett a fekete lovag (bajlozi i zi) vagy fekete óriás, útját elpusztított falvak és lemészárolt falusiak kísérik. Egy nap Alia húga könnyekben tör ki, és bátyja érdeklődésére elmondja, hogy a fekete lovag őt akarja feleségül, és az akaratával szembeszállni nem lehet. A nagybeteg Alia arra utasítja húgát, hogy veressen rézpatkót csataménjére, majd nyergelje fel. Másnap Alia egy véres összecsapásban végez a fekete lovaggal. Ahogy Alia hazaér falujába, örömmel ölelkezik össze húgával, de abban a pillanatban mindkettejük szíve utolsót dobban, és egymást ölelve holtan rogynak össze. Közös sírba temetik őket, és sírjukat nemzedékek hosszú sora tartja nagy becsben. A történeti filológiai értelmezések szerint ebben az énekben Alia faluközösségét már nem a szomszédos nemzetség vagy törzs, hanem a központi hatalom, Bizánc, Velence, a szerb král, az albán feudális urak vagy mások képviselőitől, elsősorban adószedőitől és legelőiket kisajátító katonáitól védi meg, akiket a fekete lovag személyesít meg. Ebben az esetben egyébként szintén balkáni vándorszüzséről van szó, különböző neveken (Bolan, Dojčin, Radul, Ivo Seljanin stb.) a közösség életére törő, idegen és kegyetlen lovaggal összecsapó hős valamennyi nép hősi epikájában megtalálható.

## Kutatásuk és főbb szövegkiadásaik
Bár a ciklus egy-egy darabját már a 19. században megörökítették albán és külföldi gyűjtők (Thimi Mitko, Auguste Dozon és mások), a szövegek első gondos feljegyzése a 20. század elején élt észak-albániai ferences szerzetesek, Shtjefën Gjeçovi, Vinçenc Prennushi és mások nevéhez fűződik. Az első szövegkiadást Bernardin Palaj és Donat Kurti állította össze 1937-ben Kângë kreshnikësh dhe legenda címen, kötetükben harmincnégy éneket adtak közre nyolcezer sort meghaladó terjedelemben. Az ezt követő évtizedekben több külföldi tudós, Maximilian Lambertz, Fulvio Cordignano dolgozta fel filológiai és összehasonlító folklórtudományi szempontból az addig ismert szövegeket, valamint az amerikai Milman Perry és Albert Lord további gyűjtéseinek köszönhetően 160-ra növekedett az ismert szövegek száma. A második világháborút követő időszakban elsősorban az albán Qemal Haxhihasani és a koszovói albán Anton Çeta végeztek úttörő munkát a további szöveggyűjtések szervezése, monografikus feldolgozásuk és kritikai kiadásuk területén. Az 1980-as évekre a határvédő énekek korpusza a kétezret is meghaladó szövegváltozatra növekedett.
Magyarul Fodor András és Pór Judit fordításában jelent meg több ének a Schütz István szerkesztette, Virágzik a pomagránát című albán népköltészeti antológiában (A havasi legelők védőszellemeinek éneke; Gjergj Elez Alija; Muji, Halil és Desdar Osman aga; Halil halála; Ének Smililiq Aliról).
- Kângë kreshnikësh dhe legenda (’Határvédők énekei és legendák’). Red. Bernardin Palaj, Donat Kurti. Tiranë: Nikaj. 1937.   286 o.
- Kangë trimnije, kreshnikësh, dashunije, prralla dhe visari i Arbëreshvet t’ishujve të Greqis (’A görög szigetvilág albánjainak vitézi és határvédő énekei, szerelmi daloi, népmeséi és más kincsei’). Tiranë: Luarasi. 1939.   367 o.
- Këngë popullore legjendare (’Legendaszerű népi énekek’). Tiranë: Instituti i Shkencave. 1955.   331 o.
- Epika legjendare: Cikli i kreshnikëve I–II. (’Hősepika: A határvédők ciklusa I–II.). Tiranë: Instituti i Folklorit. 1966–1983.   592 + 373 o.
- Këngë kreshnike (’Határvédő énekek’). Përg. Anton Çeta, Fazil Syla, Myzafere Mustafa, Anton N. Berisha. Prishtinë: Instituti Albanologjik. 1993.   441 o.
- Rapsodi kreshnike: (’Határvédő rapszódiák: Szövegek és dallamok’). Përg. Ferial Daja, Flora Koka. Tiranë: Akademia e Shkencave. 1983.   262 o.
- Këngë kreshnike (’Határvédő énekek’). Përg. Anton Çeta. Prishtinë: Instituti Albanologjik. 1974.   395 o.
- Këngë kreshnike (’Határvédő énekek’). Përg. Anton Çeta, Fazil Syla, Myzafere Mustafa, Anton N. Berisha. Prishtinë: Instituti Albanologjik. 1993.   441 o.
- Eposi i kreshnikëve (’A határvédők eposza’). Përg. Vladimir Zoto. Tiranë: Dasara. 2006.   400 o.

Idegen nyelven
- Chansonnier des preux albanais. Paris: UNESCO; Maisonneuve et Larose. 1967.   143 o.
- Songs of the frontier warriors / Këngë kreshnikësh: Albanian epic verse in a bilingual English-Albanian edition. Ed. by Robert Elsie, Janice Mathie-Heck. Wauconda: Bolchazy-Carducci. 2004.  ISBN 0865164126  414 o.